# David Harrison (basket-ball, 1975)
Pour les articles homonymes, voir David Harrison et Harrison.
Ne doit pas être confondu avec David Harrison (basket-ball, 1982).
David Harrison, né le 15 décembre 1975 à Louisville, dans le Kentucky, est un joueur américain de basket-ball. Il évolue au poste d'arrière.